# Муданьцзян (река)
Муданьцзян (кит. упр. 牡丹江, пиньинь Mǔdānjiāng; маньчж.: Mudan bira) — река в китайской провинции Хэйлунцзян, правый приток Сунгари. Название переводится с китайского как «Пионовая река», но первоначальное маньчжурское значение, вероятно, иное. Раньше река также была известна под названием «Хурха» (кит. трад. 瑚爾哈, в русских источниках также Хурха-бира, Хурга, Хулха).

## История

В древности долина Хурхи была родиной чжурчжэней-цзяньчжоу, которые в начале XVI века затем завоевали Ляодун и создали империю Цин, и переименовали себя в маньчжуров. После взятия цинами Пекина в 1644 году маньчжуры в значительной степени перебрались из Маньчжурии в «собственно Китай»; но вскоре Хурха вновь приобрела большое транспортное и оборонное значение.
В 1650-х гг. Нингута (близ нынешнего Нинъаня, на верхней Хурхе) стала на некоторое время главной базой маньчжуров в их войнах с русскими землепроходцами, пытавшимися колонизовать бассейн Амура. Из Нингуты («Нюлгуцкого города», у Хабарова) маньчжурские силы вышли в 1652 году для того, чтобы изгнать Хабарова из Ачанского острога, но были успешно разбиты Хабаровым. Из Нингуты же, вниз по Хурхе и Сунгари вышел флот известного полководца Шархуда в 1658 году, разгромив Онуфрия Степанова на Амуре близ устья Сунгари.
В 1878 году долина верхней Хурхи была открыта для заселения китайцами.

## География
Река протекает через озеро Цзинбо, затем течёт на север через Нинъань и Муданьцзян (город назван в честь реки), и впадает в Сунгари возле уезда Илань. Длина реки — 700 км. Средний расход воды — 181 м³/с.

## Притоки
- Хуаннихэ